# Walter Henderson
Walter Henderson (Walter Edward Bonhote Henderson; * 21. Juni 1880 in Leeds; † 2. September 1944 im Metropolitan Borough of Chelsea) war ein britischer Hochspringer, Diskuswerfer, Weitspringer und Speerwerfer.
Bei den Olympischen Spielen 1908 in London wurde er Achter im Standhochsprung. Seine Platzierungen im Standweitsprung, Speerwurf im freien Stil, Diskuswurf im griechischen Stil und Diskuswurf im freien Stil sind nicht überliefert.
1912 kam er bei den Olympischen Spielen in Stockholm im Diskuswurf auf den 32. Platz.